# سیارک ۱۲۱۰۶
سیارک ۱۲۱۰۶ (به انگلیسی: 12106 Menghuan، نامگذاری:1998KQ31) دوازده هزار و صد و ششمین سیارک کشف شده‌است که در ۲۲ مه ۱۹۹۸ کشف شد.
قدر مطلق سیارک برابر ۱۲.۹ است.